# Мигулинские пещеры
Мигулинские пещеры — две меловые пещеры, находящиеся в Верхнедонском районе Ростовской области вблизи станицы Мигулинской. Носят названия Старая и Новая пещеры.

## История
Исследователи считают, что Мигулинские пещеры старше, чем станица Мигулинская, возраст которой составляет около шести столетий, или были созданы в то же время что и станица, а первые кельи появились во времена татаро-монгольского ига. Монастырь под землей, а не на поверхности, мог быть построен по соображениям безопасности — так его было бы легче защищать от нападений врагов. Также он мог служить укрытием — существуют легенды и доказательства существования туннеля, при помощи которого можно было выйти на другой берег Дона. Со временем монастырь был разрушен из-за неблагоприятных внешних факторов. Исследователи допускают существование других подземных туннелей, длина которых могла составлять около 15 километров. На протяжении всего пути в туннелях встречались колодцы.
Точная дата, когда пещеры начали обустраиваться монахами, не известна, но в 1700 году они уже там были. В начале XX столетия в подземном монастыре жили 2 отшельника, и один из них оставался там ещё в 1920-х годах. Местные жители и краеведы знали о расположении Старой пещеры, информация про Новую появилась лишь в 1969 году, когда группа студентов приехала на практику в станицу Мигулинскую, услышала легенды о монастыре в подземных пещерах и начала собственные исследования. Был найден вход в пещеры на правом берегу Дона. В 1980-х годах из пещер хотели создать хранилище для овощей, но глава совета станицы запретил подобные действия. В начале XXI столетия группа, в состав которой входили спелеологи ростовской федерации альпинизма и журналистка, провели собственные исследования.

## Описание
В состав Мигулинских пещер входит Старая и Новая пещеры. Когда-то они были соединены между собой, но со временем проход был разрушен. Теперь для того, чтобы попасть из одной пещеры в другую, нужно подняться на поверхность. Существуют свидетельства того, что в пещерах молились. Входы в обе пещеры очень узкие, что может служить доказательством ещё одного их предназначения — защиты от внешнего мира. В некоторых местах установлены бойницы. Галереи в пещерах вверху носят сводчатый характер. Поверхность стен гладкая на ощупь. В пещерах есть горизонтальные галереи и коридоры с наклоном 20 градусов. Ширина таких коридоров составляет от 0,8 до 1,2 метров, а высота от 1,8 до 2 метров. Названия пещер — Старая и Новая — условны, так как они были созданы примерно в одно и то же время. Новая пещера получила своей название, потому что была открыта позже.

### Старая пещера
Ко входу Старой пещеры, расположенному на обрыве, ведёт тропа. Глубина обрыва составляет приблизительно 80 метров, вход находится на высоте 30 метров над уровнем реки. Общая протяжённость путей пещеры составляет примерно 120 метров. Исследователи выделяют 3 коридора, в одном из них есть 5 келий. На стенах сохранились надписи, в том числе и на церковнославянском языке. Надписи были сделаны углём. Созданы специальные ниши для икон. В отдельной комнате есть колодец, вода в котором белого цвета от известняка. В начале XXI столетия воды в нём не было. Колодец обеспечивал монахов питьевой водой. Диаметр колодца составляет 1 метр, а его глубина немного больше. Для подземных монастырей создание такого колодца является редкостью.
Один из коридоров пещеры завален. Во втором коридоре есть пространство с гладкими, полированными стенами. Высота туннеля составляет около 2 метров, а его ширина меньше — 1 метр. Туннель, который направлен в сторону Дона, завершается квадратной нишей. Исследователи полагают, что в этом месте когда-то могла находиться икона, так как есть следы от свечей.
Некоторые переходы между пещерами закольцованы. Можно войти в одни двери из галереи, выйти через другие и попасть в одно и то же место. На стенах пещеры найдены надписи, сделанные в 1906, 1918 и 1930 годах, также содержится много надписей позднего происхождения — имён и дат.

### Новая пещера
Новая пещера находится на расстоянии 50 метров от Старой пещеры. Вход в неё небольших размеров, но внутри она намного больше, чем Старая. У её туннелей есть общие черты с лабиринтами, они находятся в разных сторонах. Количество келий намного больше, их размеры — тоже. Сохранилось небольшое вырубленное окно. Температура в пещере не превышает 10 градусов. В пещере есть помещение, похожее на часовню, на стене есть крест. Обе пещеры рукотворные. Лики святых на стенах пещеры не повторяют друг друга. В Новой пещере протяженность ходов составляет около 200 метров. Со временем Новая пещера получила повреждения и не во все её галереи можно проникнуть.